# European CW Association
European CW Association (EUCW) – związek europejskich klubów telegraficznych. 
EUCW wydaje kwartalnik Quarterly Bulletin, organizuje zawody krótkofalarskie rozgrywane emisją telegraficzną (A1), wydaje dyplom EUCW Award itp.
Do EUCW należą następujące kluby telegraficzne:
| Kraj            | Skrót                  | Nazwa klubu |
| --------------- | ---------------------- | --- |
| Austria         | OECWG                  | OE-CW Group |
| Belgia          | BTC CFT EHSC SHSC      | Belgian Telegraphy Club Club Francophone Télégraphiste Radio Telegraphy Extremely High Speed Club Radio Telegraphy Super High Speed Club               |
| Bułgaria        | LZCWC                  | LZ CW Club - Contest group |
| Chorwacja       | CTC 9ACWG              | Croatian Telegraphy Club 9A CW Group |
| Czechy          | OK-QRP                 | OK QRP Club |
| Finlandia       | OHTC                   | OH Telegraphy Club |
| Francja         | UFT                    | Union française des Télégraphistes |
| Grecja          | GTC                    | Greek Telegraphy Club |
| Hiszpania       | EACW EA-QRP-C HCC      | EA-CW Club EA-QRP Club Hispania CW Club |
| Holandia        | BQC VHSC               | Benelux QRP Club Radio Telegraphy Very High Speed Club                                                                                                 |
| Macedonia       | MCWG                   | Macedonian Telegraphic Group |
| Monako          | 3ACWG                  | Groupe Monégasque de Télégraphie |
| Niemcy          | AGCW HSC RTC YL-CW-G   | Activity Group CW DL Radio Telegraphy High Speed Club Radio Telegraphy Club e.V. YL-CW-Group                                                           |
| Polska          | SPCWC-PZK              | Polish Telegraphy Club |
| Portugalia      | CT-CW-C                | CT CW Club |
| Rosja           | RU-QRP                 | Russian Amateur Radio RU-QRP Club |
| Szwajcaria      | HTC                    | Helvetia Telegraphy Group |
| Szwecja         | SCAG                   | Scandinavian CW Activity Group |
| Ukraina         | UCWC U-QRQ-C           | The International Morse Telegraphy Club UCWC The C.I.S. High Speed CW Club                                                                             |
| Węgry           | HA-CW-G                | Hungarian CW Group |
| Wielka Brytania | FOC FISTS GQRP         | First Class CW Operators Club The International Morse Preservation Society G-QRP Club – Devoted to Low Power Communication                             |
| Włochy          | INORC I-QRP ITC IS-QRP | Italian Naval "Old Rhythmers" Club Italian QRP Club ARI Club Radiotelgrafisti (Italian Telegraphy Club) Associazione Radioamatoriale Sardinia QRP Club |